# University of New Hampshire
University of New Hampshire, förkortat UNH, är ett offentligt forskningsuniversitet i New Hampshire i USA med huvudcampus i Durham. Med över 15 000 studenter är UNH delstatens största universitet. Mark W. Huddleston är universitetets 19:e rektor sedan den 1 juli 2007.
Universitetet grundades år 1866 i Hanover som New Hampshire College of Agriculture and Mechanic Arts. Delstatens guvernör Hiram A. Tuttle undertecknade år 1891 lagen som innebar flytt från Hanover till Durham.
År 2010 blev delstatens enda juridikskola Franklin Pierce Law Center i Concord en del av UNH och omdöptes till University of New Hampshire School of Law.

## Alumner
Företagsledare
- David M. Cote

Idrottare
- Kacey Bellamy
- Bobby Butler
- Karyn Bye
- Ty Conklin
- Colleen Coyne
- Angus Crookshank
- Philip DeSimone
- Casey DeSmith
- Warren Foegele
- Matt Fornataro
- Darren Haydar
- John Henrion
- Kevin Kapstad
- Jason Krog
- Rod Langway
- Peter LeBlanc
- Julia Marty
- Stefany Marty
- Sue Merz
- Jacob Micflikier
- Jay Miller
- Scott Morrow
- Steve Moses
- Mark Mowers
- Brett Pesce
- Andrew Poturalski
- Steve Saviano
- Mike Sislo
- Trevor Smith
- Garrett Stafford
- Robel Teklemariam
- Paul Thompson
- James van Riemsdyk
- Trevor van Riemsdyk
- Jennifer Wakefield
- Daniel Winnik

Musiker
- Mustafa Sandal

Politiker/offentlig förvaltning
- John Lynch
- Tim Ryan
- Carol Shea-Porter
- Louis C. Wyman

Rymdfarare
- Richard M. Linnehan
- Lee Morin

Skådespelare
- James Broderick
- Peter Jurasik
- Jennifer Lee
- Mike O'Malley
- Michael Ontkean
- Blanchard Ryan
- Chris Wedge

## Idrott
Universitet tävlar med 20 universitetslag i olika idrotter via sin idrottsförening New Hampshire Wildcats.